# 郭田葰
郭田葰（英語：Marcus Kwok Tin Chun，1981年7月17日—），香港出生。2009年香港先生選舉的参賽者，曾為無綫電視合約藝員，亦曾是一名急症室醫生。代表作品有《On Call 36小時》、《巴不得媽媽》、《港生活·港享受》等節目。

## 個人簡介
郭田葰的父親為印尼華人，並擁有部分荷蘭和印尼血統，母親則為華人。郭田葰有一位胞姊，郭在8歲時隨家人移居印尼。
1997年，16歲的郭田葰到澳洲墨爾本就讀高中。1999年，憑優異成績考入墨爾本蒙纳士大学醫科。
2005年，24歲的郭田葰正式成為醫生。因為喜歡刺激，並得到一位老教授讚賞他，說他在關鍵時刻能保持冷靜，故其後郭田葰選擇成為一名急診科醫生，曾在墨爾本的博士山医院及马龙达医院 (英語：Maroondah Hospital) 工作。
由於對演藝工作有興趣，郭田葰在澳洲讀大學時，已不時參加歌唱比賽，也得過獎。他曾在澳洲墨爾本3ZZZ和3CW中文廣播電台每星期主持一個兩小時節目，內容包括天氣、時事、娛樂新聞和醫學常識。2008年亦擔任過墨爾本華裔小姐競選的司儀。
郭田葰目前擁有澳洲國籍，不過這是他在澳洲長期居留多年以後，直至2009年9月才得到的。有趣的是，2009年6月郭田葰已經決定回流香港，所以現時他是居港澳洲籍香港人。
2009年，郭田葰的家人要求他回到香港生活，因此他回流香港發展。同年參加TVB 香港先生選舉，成為TVB旗下藝員。
2022年，郭田葰離開TVB。
由於曾經當過醫生的關係，郭田葰經常於多個劇集中客串醫生，被稱為「醫生專用戶」。

## 参選2009年香港先生經過
2009年6月，郭田葰參加了同年的香港先生選舉。稍後，他入選了決賽並成為盛年組的11號參賽者。在選舉活動中，郭田葰稱自己當時28歲，職業是急症室醫生，志願是成為藝人或主持。郭田葰被評為貌似陳慧琳弟弟陳司翰，故他在參選香港先生時，一直被報刊傳媒稱呼為「翻版陳司翰」。他給娛樂版記者和演藝界的普遍印象是其專業的身份，外形討好及有禮貌。
7月25日晚上，2009年香港先生總決賽正式開始。郭田葰在才藝表演中以印尼王子的姿態演出，大受歡迎，現場反應不俗，很多女名人都表示喜歡郭田葰，連司儀之一楊千嬅也笑到流淚大叫感動。經過才藝表演及泳裝環節後，郭田葰成功進入盛年組四強。在口才環節時，盛年組四位入圍者被問到若與鄭裕玲拍拖十年，會如何準備向她求婚，郭田葰唱反調表示不會向其求婚，「因為一紙婚書不可以代表愛情」，惹來全場觀眾拍手。
到比賽尾段，2009年香港先生的少年組冠軍由1號陳偉洪奪得，而7號許家傑則獲取盛年組冠軍。在「復活戰」中投票率最高的是8號李偉健，但亦未能反敗為勝。最後，許家傑正式嬴取2009年香港先生名銜，而郭田葰則僅獲得“現場最具人氣香港先生”獎項。
郭田葰計劃回流返港繼續醫生工作。他表示莫樹錦醫生是其偶像，做主持又做醫生可兩者兼顧。
郭田葰在2009年年底正式簽約加盟 TVB。

## 代表作品
郭田葰加入TVB拍過了不同劇集，主持不同節目。亦產生令觀眾熟悉他的作品，如下：

### 電視劇集
- 2012年2月播出 《On Call 36小時》飾演——湯漢邦
- 2012年8月~9月播出 《巴不得媽媽》飾演——程琛（電視台新聞主播）
- 2014年3月播出 《叛逃》飾演——Gilbert
- 2014年5月播出 《愛·回家 (第一輯)》飾演——Hugh Cheung
- 2015年8月播出 《拆局專家》飾 湯醫生
- 2015年8月播出 《鬼同你OT》飾 劉生
- 2015年8月播出 《樓奴》飾 醫生
- 2016年8月播出 《巨輪II》飾 湯醫生
- 2017年8月播出 《燦爛的外母》飾 司徒嵐主診醫生
- 2017年11月播出 《溏心風暴3》飾 Christy
- 2019年9月播出 《街坊財爺》飾 范教授

### 綜藝節目
- 2010年8月播出 健康奇案錄 主持
- 2011年4月播出 港生活·港享受 主持
- 2011年5月播出 無綫生活台浪遊捷克 主持
- 2012年1月播出 明珠生活 主持
- 2012年8月播出 迎海尋珍奪寶 嘉賓
- BB要健康「Dr. Marcus」環節

### 大型節目
- 2010年12月播出 歡樂滿東華 主持
- 2011年12月播出 歡樂滿東華 主持
- 2012年12月播出 歡樂滿東華 主持

## 主持工作

### 2009年
- 2009年10月起：無綫娛樂新聞台國語主播

### 2010年
- 2010年3月起：無綫娛樂新聞台粵語主播
- 2010年5月起：港生活·港享受主持
- 2010年8月至9月：健康奇案錄主持
- 2010年8月至11月：無綫生活台古怪屋主持

### 2011年
- 2011年5月起：無綫生活台浪遊捷克主持
- 2011年1月起：港生活·港享受主持

### 2012年
- 2012年1月起：港生活·港享受主持
- 2012年1月起：明珠生活主持

### 2018年
- 2018年8月20日-24日： 叱咤903口水多過浪花嘉賓主持

### 2023年
- 2023年4月起： HOY TV健康關注組主持

## 司儀工作

### 2010年
- 2010年12月11日：歡樂滿東華2010司儀

### 2011年
- 2011年2月3日：2011國泰航空新春國際匯演之夜司儀
- 2011年12月：歡樂滿東華2011司儀

### 2012年
- 2012年12月：歡樂滿東華2012司儀

### 2015年
- 2015年11月：多倫多華裔小姐競選2015司儀

### 2016年
- 2016年8月28日 : 中國奧運金牌代表團訪港與青少年制服團隊交流  司儀
- 2016年12月17、18日 : 內地免試升學高校展覽  司儀

### 2018年
- 2018年12月16日 : 萬千星輝頒獎典禮2018 得獎旁白

## 電視演出（無綫電視）

### 電視劇

#### 2010年
- 談情說案 飾 醫生（第20、24集）
- 天天天晴 飾 急症室醫生（第40集）
- 巾幗梟雄之義海豪情 飾 醫生

#### 2011年
- 點解阿Sir係阿Sir 飾 急症室醫生（第14、23、30集）
- 誰家灶頭無煙火 飾 急症室醫生（第51、55、72集）
- 團圓 飾 婦科醫生（第5集）
- 真相 飾 事務律師（第6、7集）
- 潛行狙擊 飾 徐思華（Oscar）（第26-29集）
- 不速之約 飾 手術科醫生（第1集）
- 法證先鋒III 飾 急症室醫生

#### 2012年
- 4 In Love 飾 醫生（第1集）
- On Call 36小時 飾 湯漢邦（湯丸）
- 拳王 飾 醫生（第22集）
- 回到三國 飾 記者（第25集）
- 怒火街頭2 飾 檢控律師（第10集）
- 巴不得媽媽... 飾 程琛
- 天梯 飾 牙醫（第1集）
- 雷霆掃毒 飾 控方律師（第4集）
- 愛·回家 (第一輯) 飾 Hugh Cheung（第148-149, 432集）
- 幸福摩天輪 飾 醫生（第9集）

#### 2013年
- 法網狙擊 飾 Kelvin
- 戀愛季節 飾 莊浩景（Kingsley）
- 心路GPS 飾 醫生（第6集）
- 情越海岸線 飾 徐志軒（Sam）
- 衝上雲霄II 飾 醫生（第17集）
- 神鎗狙擊 飾 醫生（第21-22集）
- 巨輪 飾 陳醫生（第25集）
- 法外風雲 飾 醫生（第3集）
- On Call 36小時II 飾 湯漢邦（湯丸）
- My盛Lady 飾 醫生
- 貓屎媽媽 飾 郭醫生

#### 2014年
- 叛逃 飾 Gilbert
- 廉政行動2014 飾 楊逸朗（單元二至三）
- 點金勝手 飾 馬生（第2集）
- 再戰明天 飾 Dr. Poon （第8集）
- 名門暗戰 飾 主持（第1、23集）
- 老表，你好hea！ 飾 醫生（第29集）
- 飛虎II 飾 醫生（第8集）

#### 2015年
- 倩女喜相逢 飾 池大夫
- 四個女仔三個BAR 飾 Lawrence（第18集）
- 水髮胭脂 飾 洋
- 潮拜武當 飾 Dr. Lee
- 收規華 飾 牧師（第17-18集）
- 張保仔 飾 Dr. Lo（第2-3集）
- 實習天使 飾 程宏勝
- 拆局專家 飾 醫生(2、6-8集)

#### 2016年
- 一屋老友記 飾 Chris（第12集）
- 完美叛侶 飾 醫生（第16集）
- 超能老豆 飾 哥白尼（第16、20集）
- 愛·回家之八時入席 飾 馬田健之兄（第114集）
- 巨輪II 飾 醫生
- 律政強人 飾 Leo（第26-28集）

#### 2017年
- 迷 飾 醫生
- 與諜同謀 飾 醫療代表
- 心理追兇 Mind Hunter 飾 辯護律師
- 降魔的 飾 Dr. Law
- 性在有情（海外及myTV SUPER首播） 飾 醫生（第12-13、16-18集）

#### 2018年
- 愛·回家之開心速遞 飾 電視台主持（第232集）、記者（第292集）、男主持（第299、363集）
- 三個女人一個「因」 飾 Joseph
- 逆緣 飾 醫生（第28集）
- BB來了 飾 恬男友（第20集）
- 跳躍生命線 飾 程瑋
- 是咁的，法官閣下 飾 醫生（第10集）

#### 2019年
- 鐵探 飾 Dr. Ho（第5集）
- 婚姻合伙人 飾 黎監製（第2、5集）
- 白色強人 飾 林紹良（Don）
- 街坊財爺 飾 范教授（第16集）
- 牛下女高音 飾 醫生（第1、3、16、26、29集）
- 解決師 飾 Adam（第26集）

#### 2020年
- C9特工 飾 醫生（第13集）
- 使徒行者3 飾 醫生（第35集）

#### 2021年
- 寶寶大過天 飾 麻醉師（第23集）、醫生（第25集）
- 把關者們 飾 Dr. Ku（第24-25集）
- 星空下的仁醫 飾 蕭智龍

#### 2022年
- 金宵大廈2 飾 新聞報導員（第2、12、16集）

#### 2023年
- 法言人 飾 詹醫生（第19集）

### 綜藝節目

#### 2009年
- 當香港小姐遇上香港先生
- 萬千星輝賀台慶
- 平安夜倒數Dance Party

#### 2010年
- 東華競歌Super Show
- 2010國泰航空新春國際匯演之夜
- 萬眾同心公益金慈善晚宴
- 終極放榜前的晚上
- 萬千星輝賀台慶
- 歡樂滿東華2010
- 兄弟幫
- 今日VIP
- 愛情研究院
- 當香港小姐遇上香港先生
- 健康奇案錄
- 詭異檔案

#### 2011年
- 東華愛心慶歡騰2011
- 萬眾同心公益金慈善晚宴
- 香港各界慶回歸14周年嘉年華
- 都市閒情
- 新派煮意
- 港生活·港享受（Dolce Vita）

#### 2012年
- 迎海尋珍奪寶
- 千奇百趣東南亞
- 体通体透

#### 2016年
- Sunday好戲王

## 電視演出（邵氏兄弟）
- 飛虎之雷霆極戰 飾 Kevin
- 廉政狙擊 飾 梁醫生

## 電影

### 2009年
- 72家租客 飾 醫生

## 外部連結
- Marcus Kwok 郭田葰的Facebook專頁
- 郭田葰的新浪微博
- 郭田葰的Instagram帳戶
- 郭田葰個人檔案
- YouTube上的香港先生2009首晤傳媒
- 郭田葰在香港影庫上的簡介